# Assida
L'assida (en arabe : عصيدة) est un plat traditionnel du Moyen-Orient et du Maghreb, préparé à base de semoule ou d’orge bouillie, accompagnée de miel ou de sucre et d'huile d'olive ou de beurre.
D'une texture similaire à celle du fufu, l'assida est principalement consommée dans les pays du Moyen-Orient, d'Afrique du Nord et certains pays d'Afrique subsaharienne influencés par ces régions. Il est considéré comme l'un des desserts et plats traditionnels les plus populaires dans de nombreux pays arabes.
L'Asida est particulièrement populaire au Soudan, au Maroc, en Libye, en Algérie, en Tunisie, au Yémen, en Éthiopie, en Érythrée et dans le reste du Moyen-Orient. Souvent servie lors des fêtes religieuses telles que le Mawlid et l'Aïd, elle est également servie lors d'autres cérémonies traditionnelles, accompagnant par exemple la naissance d'un enfant, comme la 'aqīqah, la coupe des cheveux d'un nouveau-né sept jours après sa naissance.
Plat simple, mais riche, souvent consommé sans autres plats complémentaires, il est traditionnellement servi au petit-déjeuner et est par ailleurs offert aux femmes qui accouchent.

## Étymologie
Le terme « aseeda » vient de l’arabe عصيدَة de la racine عَصَدَ (asada) qui veut dire « tordre », « nouer » ou « rendre en bouillie » la chose.

## Histoire
La préparation de ce mets est devenue courante dès que l'homme a su cultiver les céréales en Mésopotamie et en Méditerranée. Dans l’Antiquité, Caton rapporte dans son traité De agri cultura la recette d'une bouillie de semoule très populaire à Carthage et à Rome appelée puls punica.
Au Xe siècle on retrouve une recette de l'assida documentée par Ibn Sayyar al-Warraq dans son livre de cuisine Kitab al-Ṭabīḫ (en arabe : كتاب الطبيخ). Elle est décrite comme étant une soupe dense à base de farine.
Ce plat est resté populaire et a résisté au passage du temps, il est cuisiné aujourd'hui quotidiennement ou à des occasions spéciales comme le Mouled.

## Variantes
Cette bouillie de céréales peut être consommée sucrée, accompagnée de miel, mélasse, ou sucre, ou salée avec de la chakchouka ou une sauce tomate épicée contenant des œufs (comme une ojja), de la viande rouge, des lentilles, de l'agneau, du kadid ou de la volaille.
La 'asida maghrébine est décrite par Michael Peyron comme une sorte de « couscous grossier ».